# Reflex Premium Papier
Die Reflex GmbH & Co. KG, früher M-Real Zanders GmbH Reflex, ist eine Papierfabrik in Birkesdorf, einem Stadtteil von Düren, Nordrhein-Westfalen. Sie war bis Ende 2011 eine Zweigniederlassung der M-real Zanders GmbH mit Sitz in Bergisch Gladbach. Neuer Eigentümer wurde Anfang 2012 die Hahnemühle FineArt GmbH. Im Februar 2015 wurde das Unternehmen von einem Familienkonsortium und dem Papierverarbeiter May+Spies aus einer Insolvenz heraus übernommen.

Werkseinfahrt in Düren 2012

## Geschichte
Am 30. Oktober 1857 wurde Felix Heinrich Schoeller (1821–1893) die Konzession für die Umwandlung der von der Familie Hoesch erworbenen Walzmühle zu einer Papierfabrik erteilt. Sie liegt direkt an der Rur, die für das weiche Wasser, welches zur Papierherstellung benötigt wird, bekannt ist. Zehn Jahre später errichtete Schoeller noch eine Zellstofffabrik, die zeitweise von seinem Sohn Felix Hermann Maria Schoeller geleitet und zusammen mit dem Hauptwerk als Offene Handelsgesellschaft geführt wurde. Nach Felix Heinrich Schoellers Tod übernahmen seine Söhne Guido (1850–1898) und Heinrich (1851–1924) das Unternehmen, gefolgt von Heinrichs Söhnen Alfred (1879–1963) und Herbert (1885–1956). Ihnen folgte in der Geschäftsführung schließlich Manfred Schoeller.
Am 1. Januar 1965 kaufte die Familie Zanders unter Johann Wilhelm Zanders aus Bergisch Gladbach von der Familie Schoeller die Papierfabrik Reflex in Düren. Im Laufe der Jahre wurde das Werk ständig erweitert und über den Stammbetrieb  Zanders Gohrsmühle in Bergisch Gladbach kam das Unternehmen 2001 an den finnischen Papierhersteller M-real. Das Unternehmen M-real Zanders hat das Dürener Werk Reflex laut Berichterstattungen der Bergischen Landeszeitung, der Dürener Zeitung und des Kölner Stadt-Anzeigers vom 14. Januar 2012 an die Hahnemühle FineArt GmbH verkauft. Durch den Kauf des Papierwerkes wollte die Hahnemühle-Gruppe zu einem der führenden Premium-Papier-Hersteller in Europa mit weltweiten Absatzmärkten aufsteigen und steckte Investitionen in siebenstelliger Höhe in die Sanierung. Im Juli 2013 musste das Unternehmen dennoch Insolvenz anmelden.
Am 1. Februar 2015 wurde der Betrieb durch ein Familienkonsortium und den Papierverarbeiter May+Spies übernommen.

## Papiere
Vor dem Zweiten Weltkrieg war diese Papierfabrik die einzige im Raum Düren, die ihre Zellulose selbst herstellte, um daraus hochwertiges Briefpapier etc. zu fertigen. Danach hat sich Zanders Reflex auf die Herstellung von Spezialpapieren spezialisiert. Neben Premium- und Digital-Imaging-Papieren wurden auch selbstdurchschreibende Papiere (SD) hergestellt. Seit der Übernahme durch die Hahnemühle Anfang 2012 konzentriert man sich auf Premium-, Duft-, Transparent-, technische und Etikettenpapiere.

## Betrieb
Zur Jahrtausendwende rutschte die Firma in die roten Zahlen. Deshalb musste die Belegschaft von damals 750 auf 470 Mitarbeiter (Stand Oktober 2007) reduziert werden. Der Jahresumsatz 2006 lag bei 150 Mio. Euro. Heute werden an vier Papiermaschinen jährlich 25.000 Tonnen Spezialpapiere hergestellt.
Im Jahr 2010 kaufte Metsä Tissue, die auch in Untermaubach die Hochkoppelmühle betreibt, die Papiermaschine 5 mit den dazugehörenden Gebäuden und dem Kraftwerk. Diese Maschine, auf der bisher Feinpapiere hergestellt wurde, wurde mit einem Aufwand von 30 Mio. Euro zur Fertigung von Back- und Kochpapieren umgebaut. An dem Marktvolumen in Europa von etwa 50.000 Tonnen im Jahr, ist Metsä Tissue mit 20.000 Tonnen beteiligt.